# مکرم بن علاء
مکرم بن علاء، معروف به ابن‌العلاء یکی از وزیران معروف و قدرتمند سلجوقیان کرمان در عهد قاورد تا توران‌شاه یکم بود.
وی فردی بسیار علم‌دوست، ادب‌پرور و البته سخاوتمند و کریم بود که خدمات زیادی در شهر کرمان از جمله مسجد ملک انجام داد. معزی در شعری وی را با لقب مجیرالدوله ستوده‌است:
| صاحب دولت مجیر دولت و صدر کفاه          |  | ناصرالدین کدخدای خسرو گیتی ستان       |
| سید و تاج وزیران مکرم آن که هست         |  | منعم فی کل حال مبتل فی کل شأن…        |
| نام آن صاحب که شاهنشاه را دستور بود     |  | از مناقب داستان شد در ری و در اصفهان  |
| نام این صا حب که دستور است ایرانشا ه را |  | از فضایل هست در ایرا ن و توران داستان |

.